# Homoisocitrate déshydrogénase
L'homoisocitrate déshydrogénase est une oxydoréductase qui catalyse la réaction :
homoisocitrate + NAD+  {\displaystyle \rightleftharpoons }  α-cétoadipique + CO2 + NADH + H+.
Cette enzyme intervient dans la biosynthèse de la lysine.